# Bertil Rönnmark
Bertil Rönnmark   (Jämshög, 24 de desembre de 1905 - Enskede-Årsta-Vantör city district, 1 d'abril de 1967) va ser un tirador suec que va competir durant la dècada de 1930.
El 1932 va prendre part en els Jocs Olímpics de Los Angeles, on guanyà la medalla d'or en la prova de rifle en posició estesa, 50 metres del programa de tir. Quatre anys més tard, als Jocs de Berlín, quedà vuitè en la mateixa prova.
En el seu palmarès també destaquen 24 medalles al Campionat del Món de tir entre 1931 i 1937, sis d'or, vuit de plata i vuit de bronze.